# Mas Vell (el Port de la Selva)
Mas Vell és una masia del municipi del Port de la Selva inclosa en l'Inventari del Patrimoni Arquitectònic de Catalunya.

## Descripció
Situada al sud-est del nucli urbà de la població del Port de la Selva, prop del coll de Maó i dels masos Alfares i de la Birba.
Masia formada per diversos cossos adossats, que li confereixen una planta més menys rectangular. El nucli principal està ubicat a ponent de la construcció. Es tracta d'un cos rectangular distribuït en tres crugies i dos pisos, amb la teulada de dues aigües de teula àrab força enrunada. Els baixos eren destinats a estables i el pis era l'habitatge. L'accés a l'habitatge es fa a migdia, mitjançant una escala exterior de pedra adossada a la façana principal. L'escala condueix a una terrassa al pis, que a la planta baixa presenta una volta de canó al fons de la qual hi ha la porta d'entrada als baixos. Les obertures del cos són rectangulars amb les llindes de pedra, tot i que algunes han estat reformades amb maons. Al costat de la porta d'accés hi havia una llarga espitllera que travessa la paret de biax, utilitzada per a la defensa de l'entrada al mas. Adossat a la façana de llevant de la masia hi ha un cos més tardà que presenta, a la façana de migdia, una porta rectangular amb un arc de descàrrega de lloses, a la planta baixa, i al pis una finestra i una obertura quadrada a manera d'espitllera. La façana de tramuntana presenta una gran arcada rebaixada bastida amb lloses de pedra. A l'interior hi ha una estança coberta amb una volta rebaixada, que conserva empremtes dels encanyissats i les llates de l'encofrat utilitzat per bastir-la, als baixos. Al pis hi havia sostres embigats. Sembla que l'habitatge presentava diverses estances amb llar de foc i algunes finestres amb festejadors. A la banda de llevant de la construcció hi ha un llarg edifici de planta rectangular distribuït en una sola planta, que estava destinat a estables. Actualment ha perdut la seva coberta, que també era de dues aigües amb teula àrab. Un portal allindanat obert a la façana de ponent comunica aquest sector amb l'habitatge. L'accés a l'interior es fa mitjançant dos portals amb les llindes de fusta. A l'interior, l'eix carener de la coberta està sostingut per tres arcades de mig punt bastides amb lloses disposades a sardinell. La roca natural forma el sòl. A migdia hi ha una esplanada delimitada amb murs fets en pedra seca.
La construcció és arreu de rebles de pissarra lligats amb morter. L'aparell de la masia, idèntic a l'anterior, presenta alguns carreus grans als angles.

## Història
Mas documentat des del segle xv. L'any 1787 és ocupat per Jeroni Fornís. A començaments del segle xx va passar a ser propietat de la família Suñer, però va ser abandonat durant la primera dècada del segle XX i actualment presenta un estat ruïnós.